# Exodus (album de Ja Rule)
Pour les articles homonymes, voir Exodus.
Albums de Ja Rule
R.U.L.E.
(2004) The Mirror
(2009)
Exodus est une compilation de Ja Rule, sortie le 20 décembre 2005.
L'album s'est classé 23e au Top R&B/Hip-Hop Albums et 107e au Billboard 200.

## Liste des titres
| No  | Titre                                                                                 | Contient un (des) sample(s) de | Durée |
| --- | ------------------------------------------------------------------------------------- | ------------------------------ | ----- |
| 1.  | Exodus (Intro)                                                                        | Lying de Black Merda           | 4:05  |
| 2.  | Me                                                                                    |                                | 4:23  |
| 3.  | Holla Holla                                                                           |                                | 4:23  |
| 4.  | It's Murda (featuring DMX et Jay-Z)                                                   |                                | 3:14  |
| 5.  | Put It on Me (featuring Lil' Mo et Vita)                                              |                                | 4:23  |
| 6.  | I Cry (featuring Lil' Mo)                                                             |                                | 5:17  |
| 7.  | Livin' It Up (featuring Case)                                                         |                                | 4:17  |
| 8.  | Always on Time (featuring Ashanti)                                                    |                                | 4:02  |
| 9.  | Ain't It Funny (Murder Remix) (Interprété par Jennifer Lopez featuring Caddillac Tah) |                                | 3:56  |
| 10. | Thug Lovin' (featuring Bobby Brown)                                                   |                                | 4:58  |
| 11. | Mesmerize (featuring Ashanti)                                                         |                                | 4:42  |
| 12. | Clap Back                                                                             |                                | 5:04  |
| 13. | New York (featuring Jadakiss et Fat Joe)                                              |                                | 4:20  |
| 14. | Wonderful (featuring Ashanti et R. Kelly)                                             |                                | 4:30  |
| 15. | Never Again                                                                           |                                | 4:22  |
| 16. | Daddy's Little Baby (featuring Ronald Isley)                                          |                                | 5:21  |
| 17. | Love Me Hate Me                                                                       |                                | 4:43  |
| 18. | Exodus (Outro)                                                                        |                                | 3:31  |